# Висота польоту

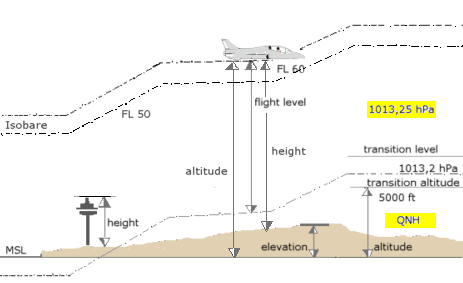

Висота польоту — відстань по вертикалі від певного рівня до повітряного судна. Залежно від рівня початку відліку розрізняють висоти:
- Істинну (від рівня точки, що знаходиться безпосередньо під повітряним судном),
- Відносну (від рівня порога ЗПС, рівня аеродрому, найвищої точки рельєфу тощо),
- Абсолютну (від рівня моря).

Безпечна висота польоту - мінімально допустима висота польоту, що гарантує повітряне судно від зіткнення з земною (водною) поверхнею або перешкодами на ній.
Від висоти польоту слід відрізняти ешелон, займаний повітряним судном. Ешелони відраховуються за стандартним атмосферним тиском і мають визначені нормативними документами значення від 1000 до 5000 метрів - 20; від 5000 до 10000 метрів - 30; від 10000 до 15000 метрів - 35.